# Floyd K. Richtmyer
Pour les articles homonymes, voir Richtmyer.
Floyd Karker Richtmyer (né le 12 octobre 1881 à Cobleskill (New York) – mort le 7 novembre 1939) est un physicien et spécialiste américain de la diffraction des rayons X. Ses recherches en ce domaine (protection contre les rayonnements ionisants, filtrage) ont été couronnées en 1929 de la médaille Louis E. Levy du Franklin Institute.

## Biographie
Richtmyer a étudié à l’université Cornell sous la direction d’Edward L. Nichols, passé sa licence en 1904 et soutenu sa thèse en 1910. Il a d'abord enseigné la physique à l’université Drexel, avant d'obtenir un poste d'assistant à Cornell en 1906.
Nommé professeur de physique adjoint à Cornell en 1911, et professeur titulaire en 1918, il est promu doyen de la faculté des sciences en 1931.
Il animait des classes d'été à l’Université de Californie à Berkeley, l’université Stanford  et l’université Columbia. Richtmyer a été élu membre de la National Academy of Sciences (1932), de l’American Philosophical Society et de l’American Academy of Arts and Sciences, (1935).
Contributeur de la première heure au journal de l'Optical Society of America (1917), Richtmyer fut vice-président de l'association en 1918 et 1919, puis président en 1920. Son manuel Introduction to Modern Physics (complété plus tard par E. H. Kennard, T. Lauritsen et John N. Cooper) connaît une large diffusion aux États-Unis ; en France même, Bachelard fait l'éloge de sa vision dialectique du progrès des sciences physiques. En 1933, il succède à Paul Foote en tant que directeur du Journal of the OSA.
Son fils Robert Davis Richtmyer a été lui aussi physicien.
Il succombe à une thrombose coronaire le 7 novembre 1939.